# Relæ
 For alternative betydninger, se Restaurant Relæ.
Et mekanisk relæ eller blot relæ er en elektrisk komponent. Et relæ fungerer som en elektrisk styret kontakt eller omskifter. Ordet relæ benyttes også om en overordnet teknisk installation, der videresender et signal (f.eks. relæstation, der ofte benyttes om en repeater).
Relæet er opfundet af Joseph Henry i 1835.

## Virkemåde
Et relæ består af en elektromagnet (solenoide), et anker og et større eller mindre antal kontakter.
Når der sendes elektrisk strøm gennem elektromagnetens vikling, tiltrækkes den ene side af ankeret af magnetfeltet. Ankeret er ophængt, så det samtidig skubber til midter-benet i et eller flere kontaktsæt, som derved skifter stilling.
Når strømmen afbrydes, skubber fjedervirkningen i midter-benet ankeret tilbage i udgangsstillingen. Mange relæer har en ekstra fjeder til at trække ankeret tilbage, når kontaktsættet ikke kan give fjederkraft nok.

## Anvendelse
Et relæ bruges til:
- At styre en højspændingskreds med et lavspændingssignal.
- At isolere styrekredsen fra den styrede kreds, når de har forskellig potential, for eksempel når en enhed forsynet fra lysnettet, styres fra en lavspændingskontakt.
- At udføre logiske funktioner. For eksempel er en boolsk AND (og)-funktion lavet ved, at forbinde relækontakter i serie, i OR (eller)-funktionen er kontakterne forbundet parallel. På grund af deres opførsel ved fejl, sammenlignet med en halvleder, bruges de ofte i sikkerhedskritisk logik, som kontrolpanelerne på maskiner til håndtering af radioaktiv affald.
- Til at lave lyde. Et relæ kan laves om til en buzzer ved at serieforbinde spolen med en normalt lukket kontakt. Når der tilføres en spænding til relæet, åbnes kontakten, der leverer spænding til spolen, og kontakten falder derfor tilbage til udgangspositionen. Cyklussen gentager sig selv, så længe der tilføres spænding, og relæet afgiver en hørbar frekvens. Det anvendes bl.a. til bilers horn. Det kan blive forbedret yderligere til en elektrisk klokke ved at forlænge den bevægende kontakt, så den kan ramme en klokke.

Hvor større spændinger/strømme skal styres, bruges en kontaktor.

## Nummerering af tilslutninger
Der er ingen regler for hvordan relæspolens tilslutninger nummereres, ofte bruges A1 og A2, eller + og -.
Kontakternes tilslutninger nummereres med tocifrede tal, det første ciffer er placeringscifferet, der viser kontaktens placering på relæet, normalt begyndes fra venstre med kontakt nr. 1.
Andet ciffer er funktionscifferet, og angiver hvilken funktion den enkelte kontakt har. En almindelig brydekontakt har numrene 1 og 2, og en sluttekontakt har numrene 3 og 4, hvor det ulige tal vendes mod forsyningen.
Dvs. at f.eks. tilslutning nr. 33 sidder på kontakt nr. 3 i sættet og er en sluttekontakt.
Ved relæer monteret i sokkel er det soklens nummerering, der følges, og derfor ikke foranstående retningslinjer.

## Elektrisk symbol
I el-dokumentation nummereres relæet med et K efterfulgt af et tal, eks. K1.